# بشير بوعزة
بشير بوعزة (بالفرنسية: Béchir Bouazzat)‏ ولد يوم 5 أكتوبر 1908 في قمرت، تونس زمن الحماية الفرنسية وتوفي يوم 12 أبريل 1944 في فال دو مارن، فرنسا. كان مصارعًا تونسيًا وهو من رواد هذه الرياضة في بلاده.
موهوب للغاية وبدون منافس على المستوى الوطني، غادر بشير بوعزة إلى فرنسا حيث فرض نفسه بسرعة وفاز بالبطولة الفرنسية في المصارعة الحرة (الوزن الثقيل والخفيف) والمصارعة اليونانية الرومانية (الوزن المتوسط) في عام 1935. شارك في بطولات المصارعة الأوروبية وفاز بالميدالية البرونزية (وزن 79 كجم) عام 1935.
كما احتل المركز الثاني في البطولة قبل الأولمبية. تم استدعائه لمنتخب فرنسا لرياضة الخماسي الحديث في دورة الألعاب الأولمبية الصيفية 1936 واحتل المرتبة الثامنة في فردي الرجال. قُتل عن طريق الخطأ على يد جندي أمريكي في فال دو مارن، فرنسا يوم 12 أبريل 1944 أثناء الحرب العالمية الثانية.